# Chruściki Polski
Chruściki Polski – liczba gatunków chruścików występujących w Polsce nie jest łatwa do określenia.
Potwierdzono występowanie blisko 280 gatunków (w tym wliczając podgatunki), lecz szacunkowo może występować ich około 300. Kłopoty z precyzyjnym określeniem wynikają z kilku powodów.

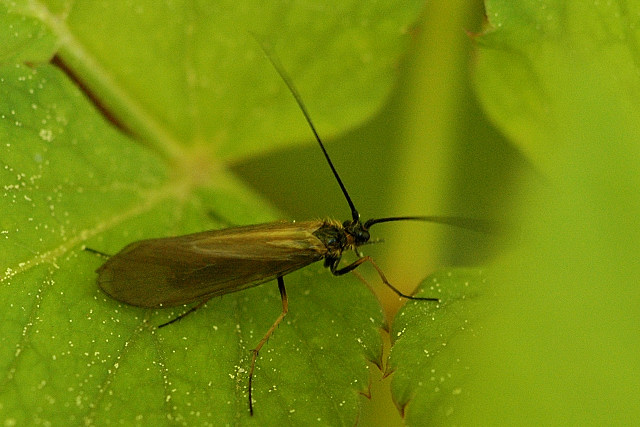
postać dorosła chruścika

W ostatnich latach dzięki intensywniejszym badaniom w różnych regionach Polski wykazano obecność kilku nowych dla Polski gatunków. Niektóre starsze informacje są wątpliwe, to znaczy są uzasadnione wątpliwości, czy chruściki te zostały prawidłowo oznaczone do gatunku. Są to stare dane, materiały się nie zachowały, więc nie ma możliwości powtórnego przejrzenia i zweryfikowania oznaczeń.
Niektóre gatunki mogły w Polsce wyginąć, mimo że kilkadziesiąt lat wcześniej występowały. Z drugiej zaś strony w faunie Polski mogą pojawiać się zupełnie nowe gatunki, na skutek naturalnej, polodowcowej dyspersji, jak i pojawiania się gatunków synantropijnych oraz obcych. W związku z powyższym liczba gatunków wykazanych z Polski może ulegać zmianie, w konsekwencji prowadzonych badań naukowych.
Niniejszą listę gatunków (najbardziej aktualną) przygotowano w oparciu o wykaz gatunków Szczęsnego z 1992 roku, z uzupełnieniem nowych publikacji i danych jeszcze niepublikowanych (w przygotowaniu do druku).
Niżej podano pełne nazwy systematyczne rzędu, rodzin, rodzajów, gatunków (z nazwiskiem osoby opisującej oraz rokiem publikacji).
Rząd: Trichoptera Kirby, 1813 – chruściki

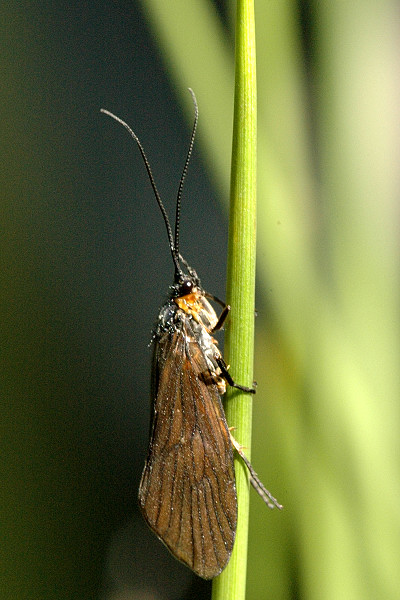
Lepidostoma hirtum

## Rhyacophilidae
- Rhyacophila Pictet, 1834

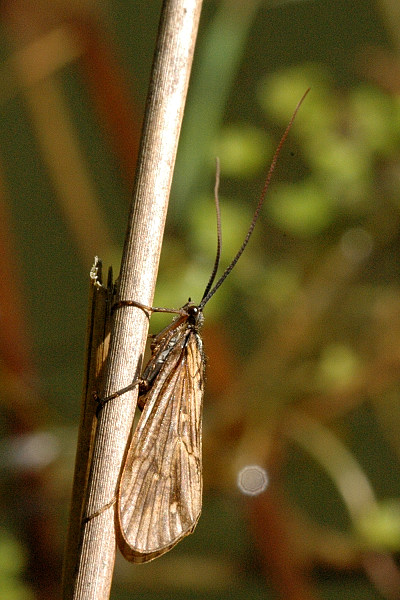
Rhyacophila fasciata

  - Rhyacophila aurata Brauer, 1857 (oznaczenie niepewne, gatunek może w Polsce występować)
  - Rhyacophila aquitanica McLachlan, 1879
  - Rhyacophila dorsalis (Curtis, 1834)
  - Rhyacophila evoluta McLachlan, 1879
  - Rhyacophila fasciata Hagen, 1859
  - Rhyacophila glareosa McLachaln, 1867
  - Rhyacophila laevis Pictec, 1834
    - Rhyacophila laevis slovenica Sykora, 1963

  - Rhyacophila mocsaryi Klapalek, 1898
  - Rhyacophila nubila (Zetterstedt, 1840)
  - Rhyacophila obliterata McLachlan, 1865
  - Rhyacophila philopotamoides McLachlan, 1879
    - Rhyacophila philopotamoides orientis Schmid, 1970

  - Rhyacophila polonica McLachlan, 1879
  - Rhyacophila praemosa McLachlan, 1879
  - Rhyacophila pubescens Pictet, 1934
  - Rhyacophila torrentium Pictet, 1834
  - Rhyacophila tristis Pictet, 1834
  - Rhyacophila vulgaris Pictet, 1834

## Glossosomatidae
- Glossosoma Curtis, 1834
  - Glossosoma boltoni Curtis, 1834
  - Glossosoma conformis Neboiss, 1963
  - Glossosoma intermedium (Klapalek, 1892)
- Agapetus'' Curtis, 1834
  - Agapetus delicatulus McLachlan, 1884
  - Agapetus fuscipes Curtis, 1834
  - Agapetus laniger (Pictet, 1834)
  - Agapetus ochripes Curtis, 1834
  - Agapetus insons (McLachlan, 1879) (oznaczenia wątpliwe)
- Synagapetus McLachlan, 1879
  - Synagapetus armatus (McLachlan, 1879)
  - Synagapetus iridipennis McLachlan, 1879

## Hydroptilidae
- Ptilocolepus Kolenati, 1848
  - Ptilocolepus granulatus (Pictet, 1834)
- Stactobia McLachlan, 1880
  - Stactobia fuscicornis (Schneider, 1845) (oznaczenia wątpliwe)
- Hydroptila Dalman, 1819
  - Hydroptila angulata Mosely, 1922
  - Hydroptila cornuta Mosely, 1922
  - Hydroptila dampfi Ulmer, 1929
  - Hydroptila forcipata Eaton, 1873
  - Hydroptila lotensis Mosely, 1930
  - Hydroptila martini Marshall, 1977
  - Hydroptila occulta (Eaton, 1873)
  - Hydroptila pulchricornis Pictet, 1834
  - Hydroptila simulans Mosely, 1920
  - Hydroptila sparsa Curtis, 1834
  - Hydroptila tineoides Dalman, 1819
  - Hydroptila vectis Curtis, 1934
- Ithytrichia Eaton, 1873
  - Ithytrichia lamellaris Eaton, 1873
- Orthotrichia Eaton, 1873
  - Orthotrichia angustella (McLachlan, 1865)
  - Orthotrichia costalis (Curtis, 1834)
  - Orthotrichia tragetti Mosely, 1950
- Allotrichia McLachaln, 1880
  - Allotrichia pallicornis (Eaton, 1873)
- Agraylea Curtis, 1834
  - Agraylea multipunctata Curtis, 1834
  - Agraylea sexmaculata Curtis, 1834
- Tricholeiochiton Kloet & Hincks, 1944
  - Tricholeiochiton fagesii (Guinard, 1879)
- Oxyethira Eaton, 1873
  - Oxyethira distinctella McLachlan, 1880
  - Oxyethira flavicornis (Pictet, 1834)
  - Oxyethira frici Klapalek, 1891
  - Oxyethira tristella Klapalek, 1895

## Philopotamidae
- Wormaldia McLachlan, 1865
  - Wormaldia copiosa (McLachlan, 1868)
  - Wormaldia occipitalis (Pictet, 1834)
  - Wormaldia pulla (McLachlan, 1878)
  - Wormaldia subnigra McLachlan, 1865 (oznaczenia wątpliwe)
  - Wormaldia triangulifera McLachlan, 1878 (oznaczenia wątpliwe)
- Philopotamus Stephens, 1829
  - Philopotamus ludificatus McLachlan, 1878
  - Philopotamus montanus (Donovan, 1813)
  - Philopotamus variegatus (Scopoli, 1763)
- Chimarra Stephens, 1829
  - Chimarra marginata (Linnaeus, 1767) [gatunek znany jedynie z piśmiennictwa]

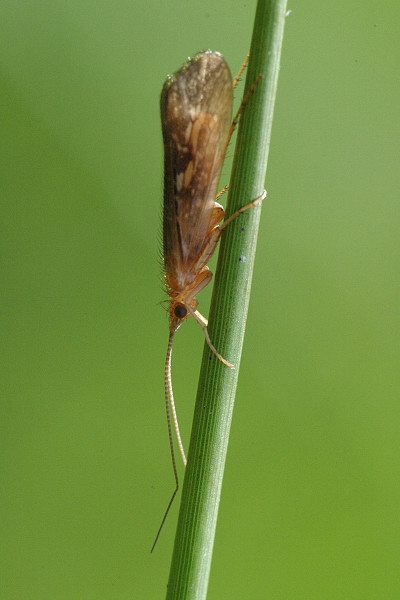
Limnephilus lunatus

## Ecnomidae
- Ecnomus McLachlan, 1864
  - Ecnomus tenellus (Rambur, 1842)

## Polycentropodidae
- Holocentropus McLachlan, 1878
  - Holocentropus dubius (Rambur, 1842)
  - Holocentropus insignis Martynov, 1924
  - Holocentropus picicornis (Stephens, 1836)
  - Holocentropus stagnalis (Albarda, 1874)
- Cyrnus Stephens, 1836
  - Cyrnus crenaticornis (Kolenati, 1859)
  - Cyrnus flavidus McLachlan, 1864
  - Cyrnus insolutus McLachlan, 1878
  - Cyrnus trimaculatus (Curtis, 1834)
- Polycentropus Curtis, 1835
  - Polycentropus flavomaculatus (Pictet, 1834)
  - Polycentropus irroratus (Curtis, 1835)
  - Polycentropus schmidi Novak & Botosaneanu, 1965
- Neureclipsis McLachlan, 1864
  - Neureclipsis bimaculata (Linnaeus, 1761)
- Plectrocnemia Stephens, 1836
  - Plectrocnemia brevis McLachlan, 1871
  - Plectrocnemia conjuncta Martynov, 1914
  - Plectrocnemia conspersa (Curtis, 1834)
  - Plectrocnemia geniculata McLachlan, 1871

## Psychomyiidae
- Lype (owad) McLachlan, 1878
  - Lype phaeopa (Stephens, 1836)
  - Lype reducta (Hagen, 1868)
- Psychomyia Latreille, 1829
  - Psychomyia pusilla (Fabricius, 1781)
- Tinodes Leach, 1815
  - Tinodes assimilis McLachlan, 1878 (oznaczenia wątpliwe)
  - Tinodes kimminsi Sykora, 1962
  - Tinodes maclachlani Kimmins, 1966
  - Tinodes pallidulus McLachlan, 1878 (oznaczenia wątpliwe)
  - Tinodes rostocki McLachlan, 1878
  - Tinodes waeneri (Linnaeus, 1758)

## Hydropsychidae
- Diplectrona Westwood, 1840

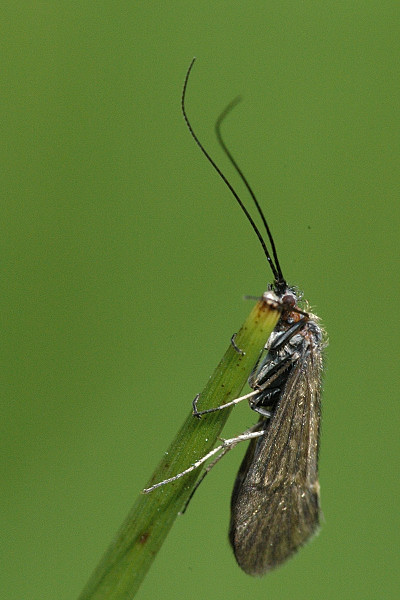
Hydropsyche pellucidula

  - Diplectrona felix McLachlan, 1878
- Cheumatopsyche Wallengren, 1891
  - Cheumatopsyche lepida (Pictet, 1834)
- Hydropsyche Pictet, 1834
  - Hydropsyche angustipennis (Curtis, 1834)
  - Hydropsyche botosaneanui Marinkovic Gospodnetić, 1966
  - Hydropsyche bulbifera McLachlan, 1878
  - Hydropsyche bulgaromanorum Malicky, 1977
  - Hydropsyche contubernalis McLachlan, 1865
    - Hydropsyche contubernalis masovica Malicky, 1977

  - Hydropsyche exocellata Dufour, 1841
  - Hydropsyche fulvipes (Curtis, 1834)
  - Hydropsyche guttata Pictet, 1834 (oznaczenia wątpliwe)
  - Hydropsyche incognita Pitsch, 1993 new
  - Hydropsyche instabilis (Curtis, 1834)
  - Hydropsyche modesta Navas, 1925
  - Hydropsyche ornatula McLachlan, 1878
  - Hydropsyche pellucidula (Curtis, 1834)
  - Hydropsyche saxonica McLachlan, 1884
  - Hydropsyche siltalai Doehler, 1963
  - Hydropsyche tabacarui Botosaneanu, 1960

## Phryganeidae
- Agrypnia Curtis, 1835
  - Agrypnia obsoleta (Hagen, 1858)
  - Agrypnia pagetana Curtis, 1835
  - Agrypnia picta Kolenati, 1848
  - Agrypnia varia (Fabricius, 1793)
- Hagenella Martynow, 1924

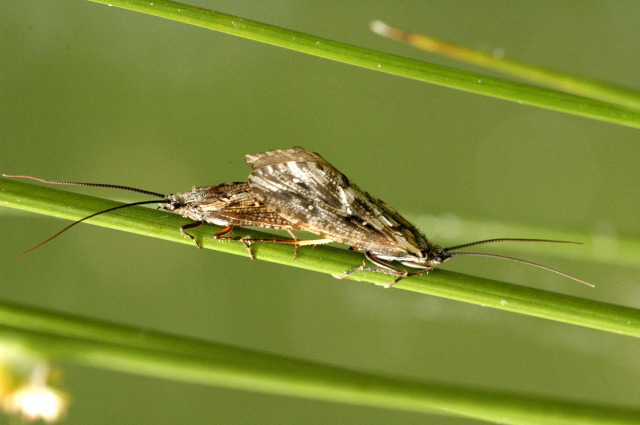
Phryganea bipunctata

  - Hagenella clathrata (Kolenati, 1848)
- Semblis Fabricius, 1775
  - Semblis phalaenoides (Linnaeus, 1767)
- Oligostomis Kolenati, 1848
  - Oligostomis reticulata (Linnaeus, 1767)
- Oligotricha Rambur, 1842
  - Oligotricha lapponica (Hagen, 1864)
  - Oligotricha striata (Linnaeus, 1758)
- Trichostegia Kolenati, 1848
  - Trichostegia minor (Curtis, 1834)
- Phryganea Linnaeus, 1761
  - Phryganea bipunctata Retzius, 1783
  - Phryganea grandis Linnaeus, 1761

## Brachycentridae
- Brachycentrus Curtis, 1834

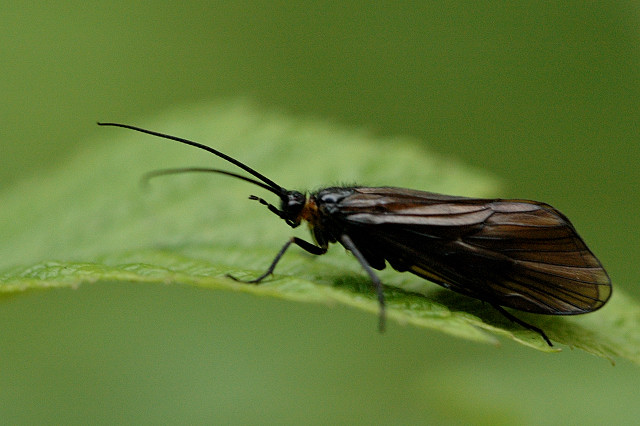
Brachycentrus montanus

  - Brachycentrus maculatus(Fourcroy, 1785), starszy synonim:Oligoplectrum maculatum (Fourcroy, 1785)
  - Brachycentrus montanus Klapalek, 1892
  - Brachycentrus subnubilus Curtis, 1834
- Micrasema McLachlan, 1876
  - Micrasema longulum McLachlan, 1876
  - Micrasema minimum McLachlan, 1876
  - Micrasema setiferum (Pictet, 1834)

## Goeridae

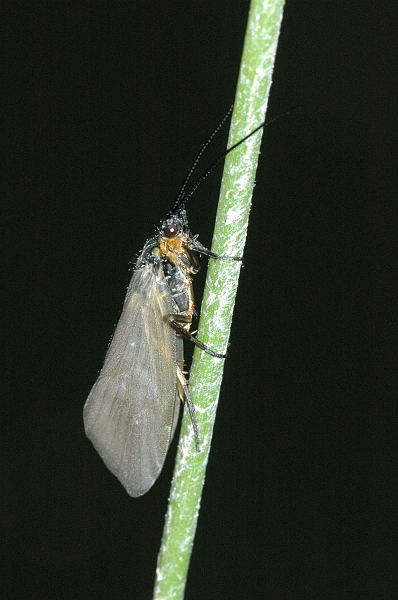
Silo nigricornis

- Goera Leach, 1815
  - Goera pilosa (Fabricius, 1775)
- Lithax McLachlan, 1876
  - Lithax niger Hagen, 1859
  - Lithax obscurus (Hagen, 1859)
- Silo (owad) Curtis, 1833
  - Silo duplex Hagen, 1859
  - Silo nigricornis (Pictet, 1834)
  - Silo pallipes (Fabricius, 1781)
  - Silo piceus (Brauer, 1857)

## Lepidostomatidae
- Lepidostoma Rambur, 1842
  - Lepidostoma hirtum (Fabricius, 1781)
- Lasiocephala Costa, 1857
  - Lasiocephala basalis (Kolenati, 1848)
- Crunoecia McLachlan, 1876
  - Crunoecia irrorata (Curtis, 1834)

## Apataniidae
- Apatania Kolenati, 1848
  - Apatania auricula (Forsslund, 1930)
  - Apatania carpathica Schmid, 1954
  - Apatania fimbriata (Pictet, 1834)
  - Apatania muliebris McLachlan, 1866
  - Apatania szczesnyorum Olah, 2006
  - Apatania wallengreni McLachlan, 1871 (oznaczenia wątpliwe)

## Limnephilidae
- Ironoquia Banks, 1916
  - Ironoquia dubia (Stephens, 1837)
- Anomalopteryx Stein, 1874

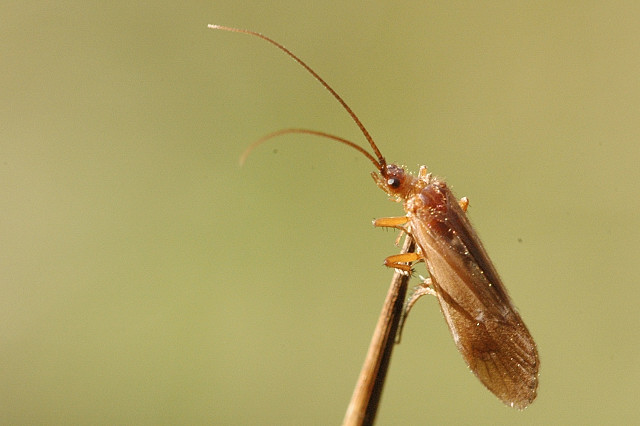
Chaetopteryx villosa

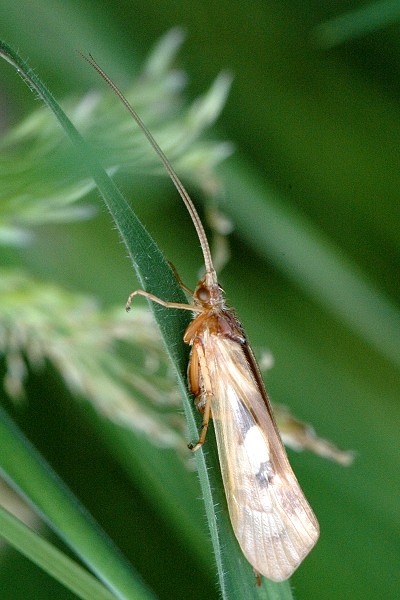
Limnephilus rhombicus

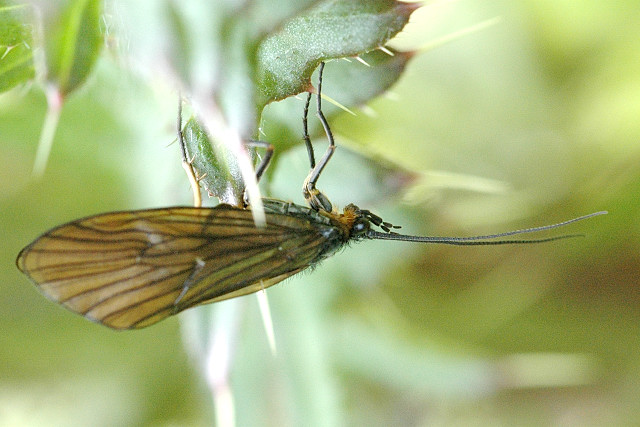
Notidobia ciliaris

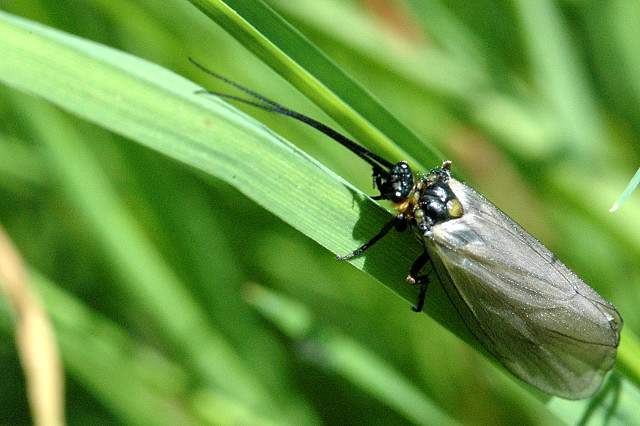
Parachiona picicornis

  - Anomalopteryx chauviniana Stein, 1874
- Ecclisopteryx Kolenati, 1848
  - Ecclisopteryx dalecarlica Kolenati, 1848
  - Ecclisopteryx guttulata (Pictet, 1834)
  - Ecclisopteryx madida (McLachlan, 1867)
- Metanoea McLachlan, 1880
  - Metanoea flavipennis (Pictet, 1834) (oznaczenia wątpliwe)
- Drusus Stephens, 1837
  - Drusus annulatus (Stephens, 1837)
  - Drusus biguttatus (Pictet, 1834)
  - Drusus brunneus Klapalek, 1890
  - Drusus carpathicus Dziędzielewicz, 1911
  - Drusus discolor (Rambur, 1842)
  - Drusus monticola McLachlan, 1876
  - Drusus trifidus McLachlan, 1868
- Anabolia Stephens, 1837
  - Anabolia brevipennis (Curtis, 1834)
  - Anabolia furcata Brauer, 1857
  - Anabolia laevis (Zetterstedt, 1840)
  - Anabolia nervosa (Curtis, 1834)
- Grammotaulius Kolenati, 1848
  - Grammotaulius nigropunctatus (Retzius, 1783)
  - Grammotaulius nitidus (Mueller, 1764)
  - Grammotaulius signatipennis McLachlan, 1876 (oznaczenia wątpliwe)
- Glyphotaelius Stephens, 1837
  - Glyphotaelius pellucidus (Retzius, 1783)
- Nemotaulius Banks, 1906
  - Nemotaulius punctatolineatus (Retzius, 1783)
- Lenarchus Martynov, 1914
  - Lenarchus bicornis (McLachlan, 1880)
- Rhadicoleptus Wallengren, 1891
  - Rhadicoleptus alpestris (Kolenati, 1848)
    - Rhadicoleptus alpestris sylvanocarpaticus Botosaneanu & Riedel, 1965
- Limnephilus Leach, 1815
  - Limnephilus affinis Curtis, 1834
  - Limnephilus auricula Curtis, 1834
  - Limnephilus binotatus Curtis, 1834
  - Limnephilus bipunctatus Curtis, 1834
  - Limnephilus borealis (Zetterstedt, 1840)
  - Limnephilus centralis Curtis, 1834
  - Limnephilus coenosus Curtis, 1834
  - Limnephilus decipiens (Kolenati, 1848)
  - Limnephilus dispar McLachlan, 1875
  - Limnephilus elegans Curtis, 1834
  - Limnephilus externus Hagen, 1861
  - Limnephilus extricatus McLachlan, 1865
  - Limnephilus flavicornis (Fabricius, 1787)
  - Limnephilus flavospinosus
  - Limnephilus fuscicornis Rambur, 1842
  - Limnephilus fuscinervis (Zetterstedt, 1840)
  - Limnephilus germanus (McLachlan, 1875)
  - Limnephilus griseus(Linnaeus, 1758)
  - Limnephilus hirsutus (Pictet, 1834)
  - Limnephilus ignavus McLachlan, 1865
  - Limnephilus incisus Curtis, 1834
  - Limnephilus lunatus Curtis, 1834
  - Limnephilus luridus Curtis, 1834
  - Limnephilus marmoratus Curtis, 1834
  - Limnephilus nigriceps (Zetterstedt, 1840)
  - Limnephilus politus McLachlan, 1865
  - Limnephilus rhombicus (Linnaeus, 1758)
  - Limnephilus sericeus (Say, 1824)
  - Limnephilus sparsus Curtis, 1834
  - Limnephilus stigma Curtis, 1834
  - Limnephilus subcentralis Brauer, 1857
  - Limnephilus vittatus (Fabricius, 1798)
- Annitella Klapalek, 1907
  - Annitella chomiacensis (Dziędzielewicz, 1908)
  - Annitella obscurata(McLachlan, 1876)
  - Annitella thuringica (Ulmeri, 1909)
- Chaetopterygopsis Stein, 1874
  - Chaetopterygopsis maclachlani Stein, 1874
- Psilopteryx Stein, 1874
  - Psilopteryx psorosa (Kolenati, 1860)
    - Psilopteryx psorosa bohemosaxonica Mey & Botsaneanu, 1985
- Pseudopsilopteryx Schmid, 1852
  - Pseudopsilopteryx zimmeri (McLachlan, 1876)
- Chaetopteryx Stephens, 1837
  - Chaetopteryx bosniaca Marinkovic, 1955
  - Chaetopteryx fusca Brauer, 1857
  - Chaetopteryx major McLachlan, 1876
  - Chaetopteryx polonica Dziędzielewicz, 1889
  - Chaetopteryx sahlbergi McLachlan, 1976
  - Chaetopteryx subradiata Klapalek, 1907
  - Chaetopteryx villosa (Fabricius, 1798)
- Mesophylax McLachlan, 1882
  - Mesophylax impuctatus McLachlan, 1884
- Micropterna Stein, 1874
  - Micropterna lateralis (Stephens, 1837)
  - Micropterna nycterobia McLachlan, 1875
  - Micropterna sequax McLachlan, 1875
  - Micropterna testacea (Gmelin, 1788)
- Stenophylax Kolenatis, 1848
  - Stenophylax permistus McLachlan, 1895
  - Stenophylax vibex [Czachorowski i Adamek, w przygotowaniu do druku] new
- Melampophylax Schmid, 1955
  - Melampophylax polonica Malicky, 1990
  - Melampophylax nepos (McLachlan, 1880)
- Potamophylax Wallengren, 1891
  - Potamophylax carpathicus (Dziędzielewicz, 1912)
  - Potamophylax cingulatus (Stephens, 1837)
    - Potamophylax cingulatus depilis Szczęsny, 1994 (Karpaty)

  - Potamophylax latipennis (Curtis, 1834)
  - Potamophylax luctuosus (Piller, 1783)
  - Potamophylax nigricornis (Pictet, 1834)
  - Potamophylax rotundipennis (Brauer, 1857)
- Halesus Stephens, 1837
  - Halesus digitatus (Schrank, 1781)
  - Halesus radiatus (Curtis, 1834)
  - Halesus rubricollis (Pictet, 1834)
  - Halesus tesselatus (Rambur, 1842)
- Allogamus Schmid, 1955
  - Allogamus auricollis (Pictet, 1834)
  - Allogamus starmachi Szczęsny, 1965
  - Allogamus uncatus (Brauer, 1857)
- Isogamus Schmid, 1955
  - Isogamus aequalis (Klapalek, 1907)
- Parachiona Thomson, 1891
  - Parachiona picicornis (Pictet, 1834)
- Enoicyla Rambur, 1842
  - Enoicyla pusilla (Burmeister, 1839)
- Acrophylax Brauer, 1867
  - Acrophylax vernalis Dziędzielewicz, 1912
  - Acrophylax zerberus Brauer, 1867
- Hydatophylax Wallengren, 1891
  - Hydatophylax infumatus (McLachlan, 1865)
- Chilostigma McLachlan, 1876
  - Chilostigma sieboldi McLachlan, 1876

## Sericostomatidae
- Oecismus McLachlan, 1876
  - Oecismus monedula (Hagen, 1859)
- Sericostoma Latreille, 1825

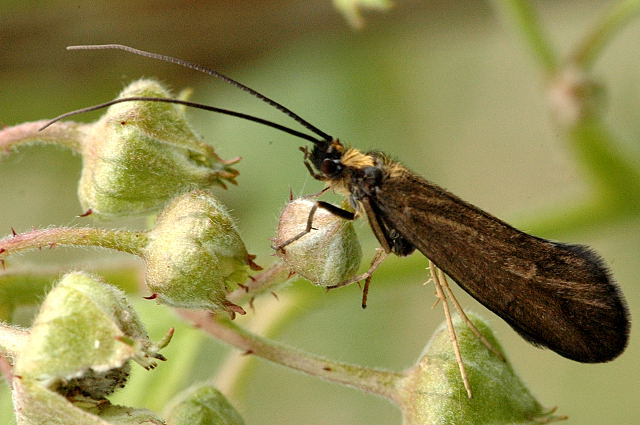
Sericostoma personatum

  - Sericostoma personatum (Spence, 1826) syn. = S. pedemontanum McL
  - Sericostoma flavicorne Schneider, 1845 [według Szczęsnego 2000, to S. schneideri Kolenati, 1848, do której zaliczył synonim S. timudum Hag.]
- Notidobia Stephens, 1836
  - Notidobia ciliaris (Linnaeus, 1761)

## Odontoceridae
- Odontocerum Leach, 1815
  - Odontocerum albicorne (Scopoli, 1763)

## Molannidae
- Molanna Curtis, 1834
  - Molanna albicans (Zetterstedt, 1840)
  - Molanna angustata Curtis, 1834
- Molannodes McLachlan, 1866
  - Molannodes tinctus (Zetterstedt, 1840)

## Beraeidae
- Beraea Stephens, 1836
  - Beraea maurus (Curtis, 1834)
  - Beraea pullata (Curtis, 1834)
- Beraeodes Eaton, 1867
  - Beraeodes minutus (Linnaeus, 1761)
- Bereamyia Mosely, 1936
  - Bereamyia hrabei Mayer, 1936
- Ernodes Wallengren, 1891
  - Ernodes articularis (Pictet, 1934)
  - Ernodes vicinus (McLachlan, 1879)

## Leptoceridae
- Adicella McLachlan, 1877

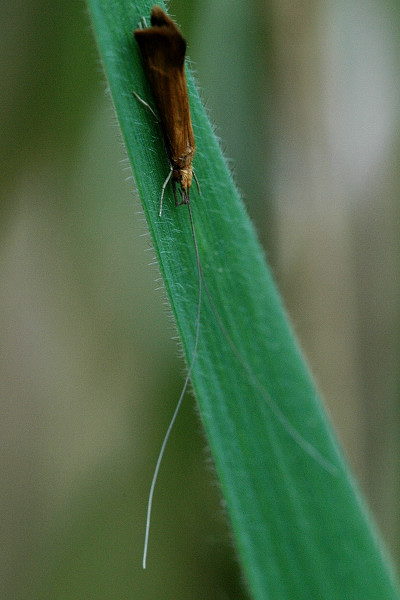
Leptocerus interruptus

  - Adicella filicornis (Pictet, 1834)
  - Adicella reducta (McLachlan, 1865)
- Ylodes Milne, 1934
  - Ylodes conspersus (Rambur, 1842)
  - Ylodes detruncatus (Martynov, 1924)
  - Ylodes kawraiskii (Martynov, 1924)
  - Ylodes reuteri (McLachlan, 1880)
  - Ylodes simulans (Tieder, 1929)
- Triaenodes McLachlan, 1865
  - Triaenodes bicolor (Curtis, 1834)
  - Triaenodes unanimis McLachlan, 1877
- Erotesis McLachlan, 1877
  - Erotesis baltica McLachlan, 1877
- Mystacides Latreille, 1825
  - Mystacides azurea (Linnaeus, 1761)
  - Mystacides longicornis (Linnaeus, 1758)
  - Mystacides nigra (Linnaeus, 1758)
- Athripsodes Billberg, 1820
  - Athripsodes albifrons (Linnaeus, 1758)
  - Athripsodes aterrimus (Stephens, 1836)
  - Athripsodes bilineatus (Linnaeus, 1758)
  - Athripsodes cinereus (Curtis, 1834)
  - Athripsodes commutauts (Rostock, 1873)
- Ceraclea Stephens, 1829
  - Ceraclea alboguttata (Hagen, 1860)
  - Ceraclea albimacula Rambur, 1877
  - Ceraclea annulicornis (Stephens, 1836)
  - Ceraclea aurea (Pictet, 1834)
  - Ceraclea excisa Morton, 1904
  - Ceraclea dissimilis (Stephens, 1836)
  - Ceraclea fulva (Rambur, 1842)
  - Ceraclea nigronervosa (Retzius, 1783)
  - Ceraclea riparia (Albarda, 1874)
  - Ceraclea senilis (Burmeister, 1839)
- Setodes Rambur, 1842
  - Setodes argentipunctella McLachlan, 1877 (oznaczenie niepewne, gatunek może w Polsce występować)
  - Setodes punctatus (Fabricius, 1793)
  - Setodes viridis (Fourcroy, 1785)
- Leptocerus Leach, 1815
  - Leptocerus interruptus (Fabricius, 1775)
  - Leptocerus tineiformis Curtis, 1834
- Paroecetis Lestage, 1921
  - Paroecetis strucki (Klapalek, 1903) (oznaczenia wątpliwe)
- Oecetis McLachlan, 1877
  - Oecetis furva (Rambur, 1842)
  - Oecetis lacustris (Pictet, 1834)
  - Oecetis notata (Rambur, 1842)
  - Oecetis ochracea (Curtis, 1825)
  - Oecetis testacea (Curtis, 1834)
  - Oecetis tripunctata (Fabricius, 1793)